# Hammersbach (Loisach)
Der Hammersbach ist ein circa 7 km langer, rechter Zufluss der Loisach. Zusammen mit dem Krepbach, der im Grainauer Ortsteil Schmölz in den Hammersbach einmündet,
entwässert er den nordwestlichsten Teil des Wettersteingebirges, d. h. die Nordflanken der Zugspitze und des Waxensteins, sowie das Höllental.
Der Hammersbach selbst entsteht aus den Schmelzwässern des Höllentalferners und durchfließt, zeit- und abschnittsweise im Geröll versickert, das Höllentalkar und stürzt dann als
Wasserfall über das so genannte „Brett“ in das Höllental. Dort durchströmt er die Höllentalklamm und die Maximiliansklamm. Sobald der Hammersbach den Bereich
des Wettersteinkalks verlässt und in die Partnach-Schichten eintritt, wird das Tal breiter und bewaldet. Im Grainauer Ortsteil Hammersbach tritt
der Hammersbach in den hier ca. 2 km breiten Talgrund der Loisach ein und mündet schließlich in Schmölz, nahe dem westlichen Ortseingang von Garmisch-Partenkirchen in die Loisach.
Das wichtigste und längste Nebengewässer des Hammersbachs ist der Krepbach, der knapp 300 m vor der Mündung in die Loisach orografisch von links zufließt.

## Weitere Bilder

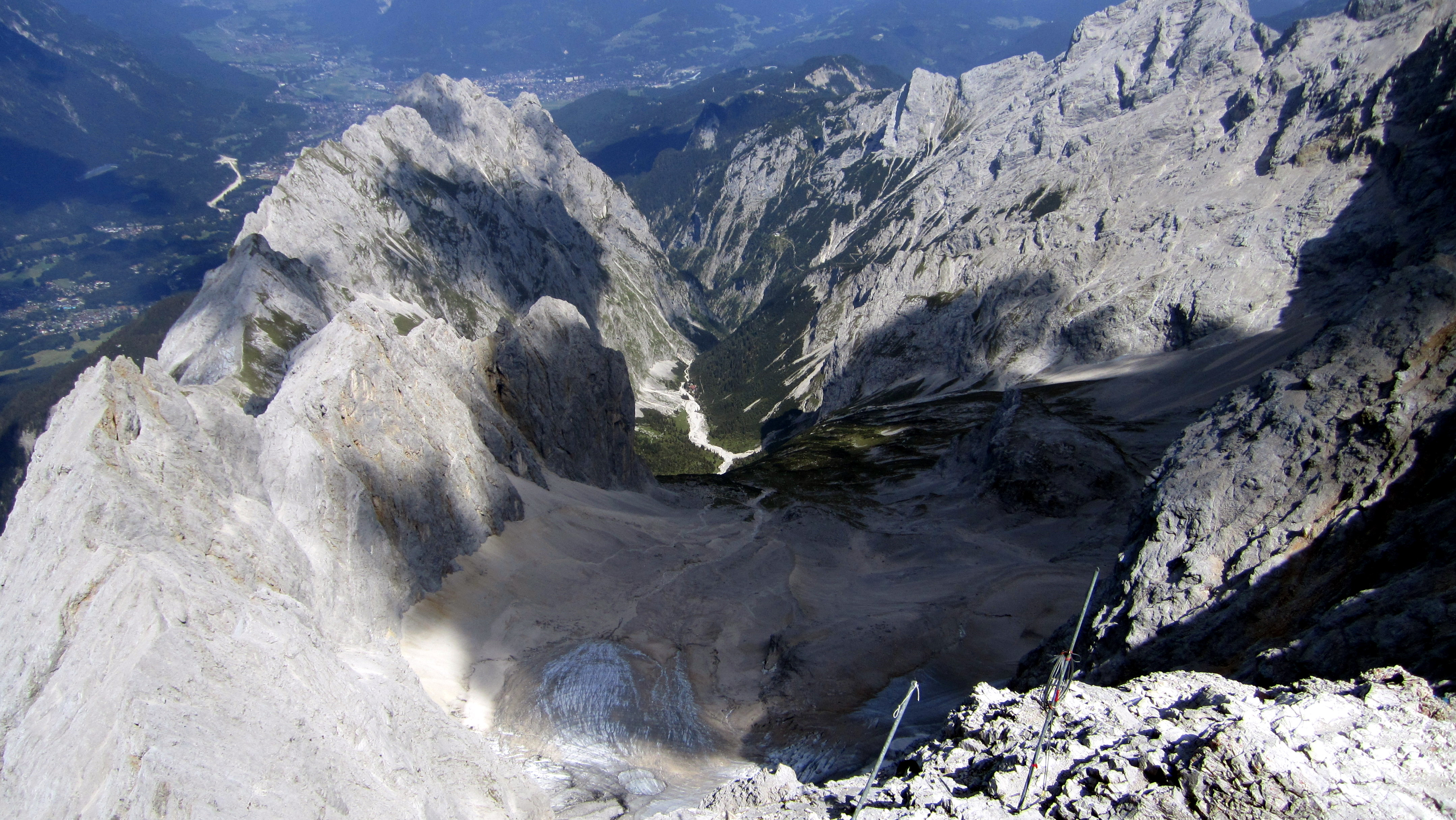
Blick von der Zugspitze in das Höllental
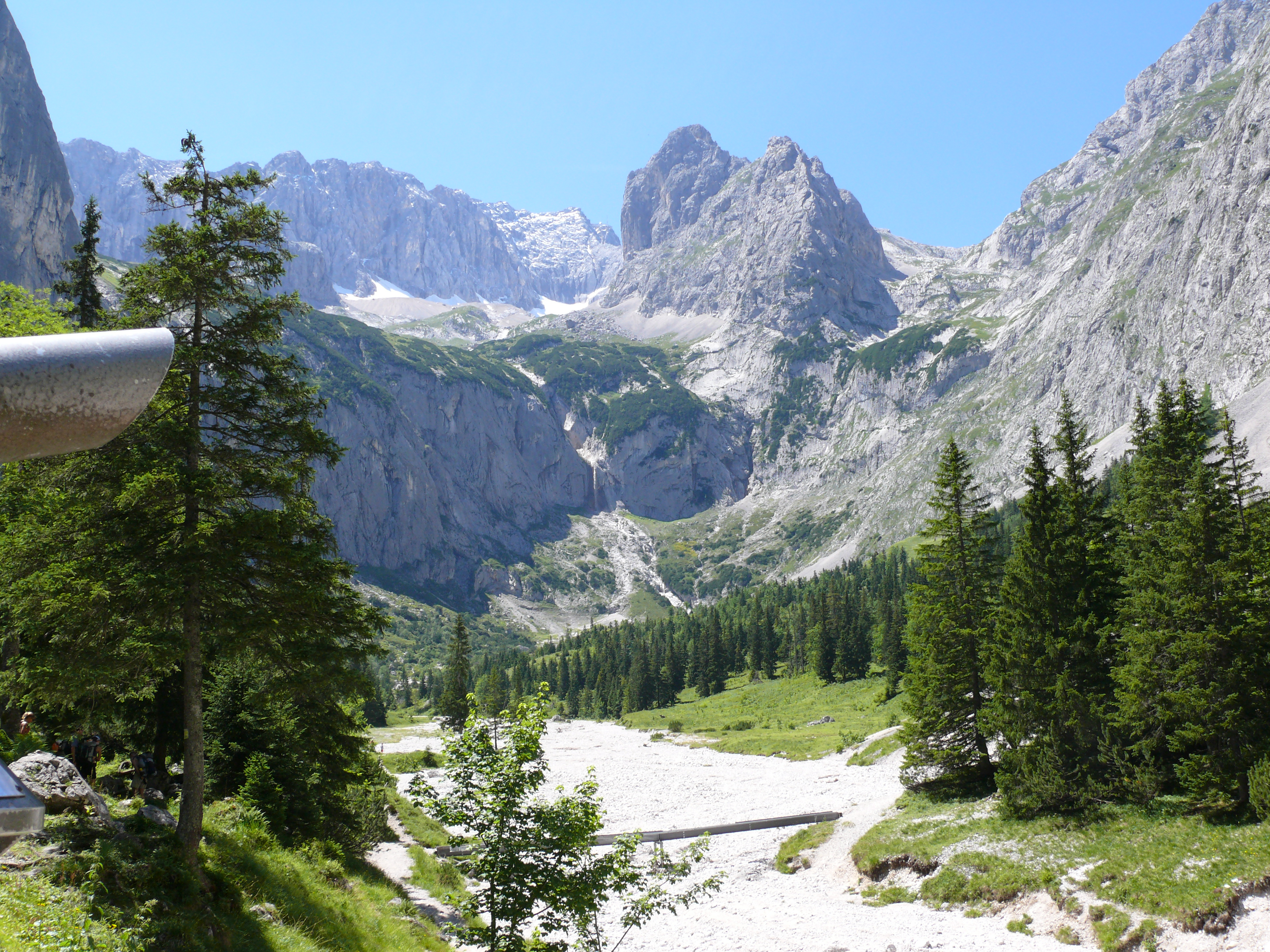
Hammersbach im Höllental, Blick von der Höllentalangerhütte in Richtung Talschluss
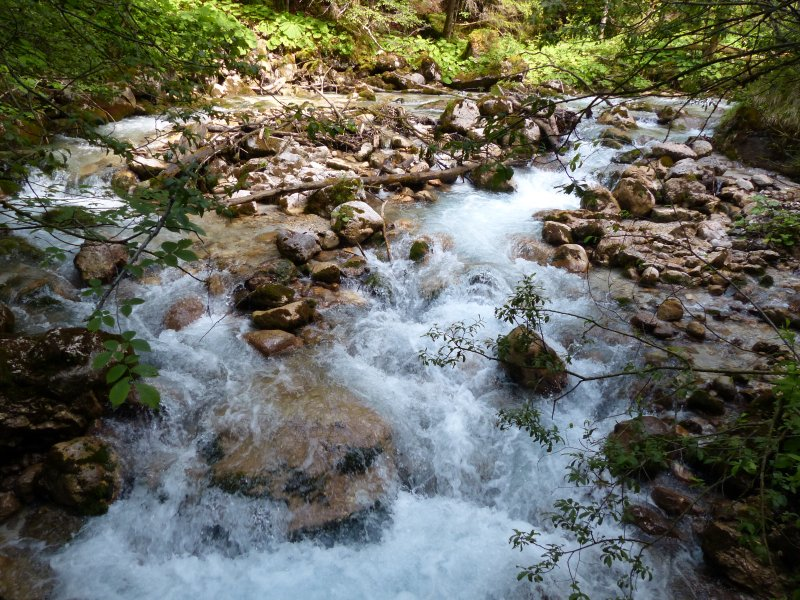
Hammersbach ca. 500 m vor dem gleichnamigen Grainauer Ortsteil
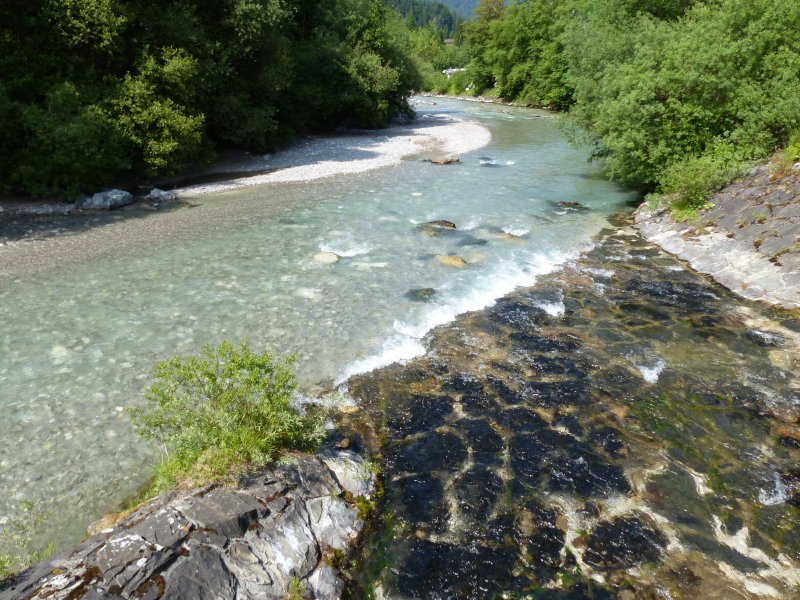
Mündung des Hammersbachs in die Loisach